# مجموعه فریک
مجموعهٔ فریک (انگلیسی: Frick Collection) یک موزه هنری در آپر ایست ساید منهتن نیویورک است که در شمال شرقی خیابان پنجم واقع است. این موزه نگهدارندهٔ آثار هنری کلی فریک صنعتگر آمریکایی است.

## نگارخانه

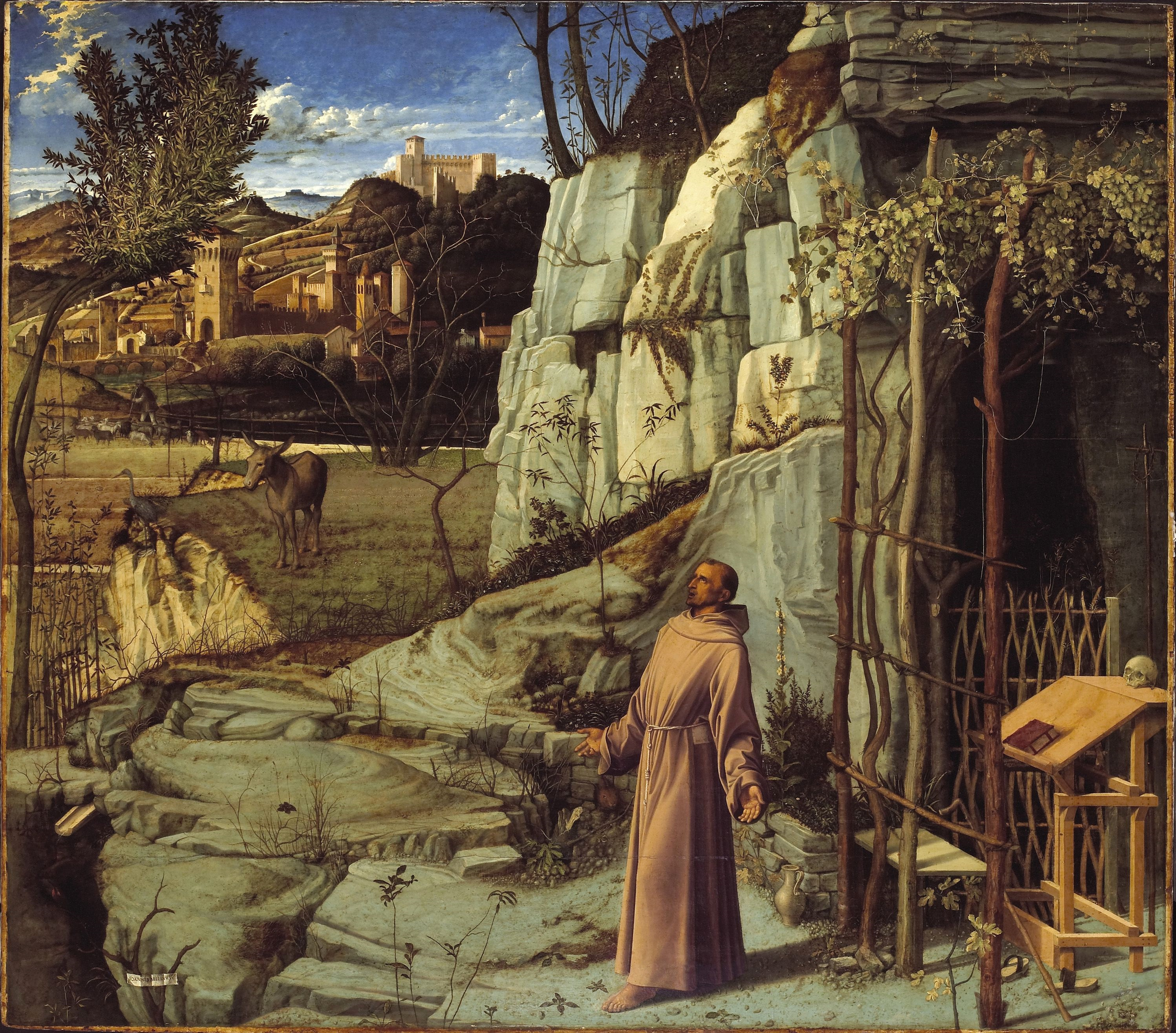
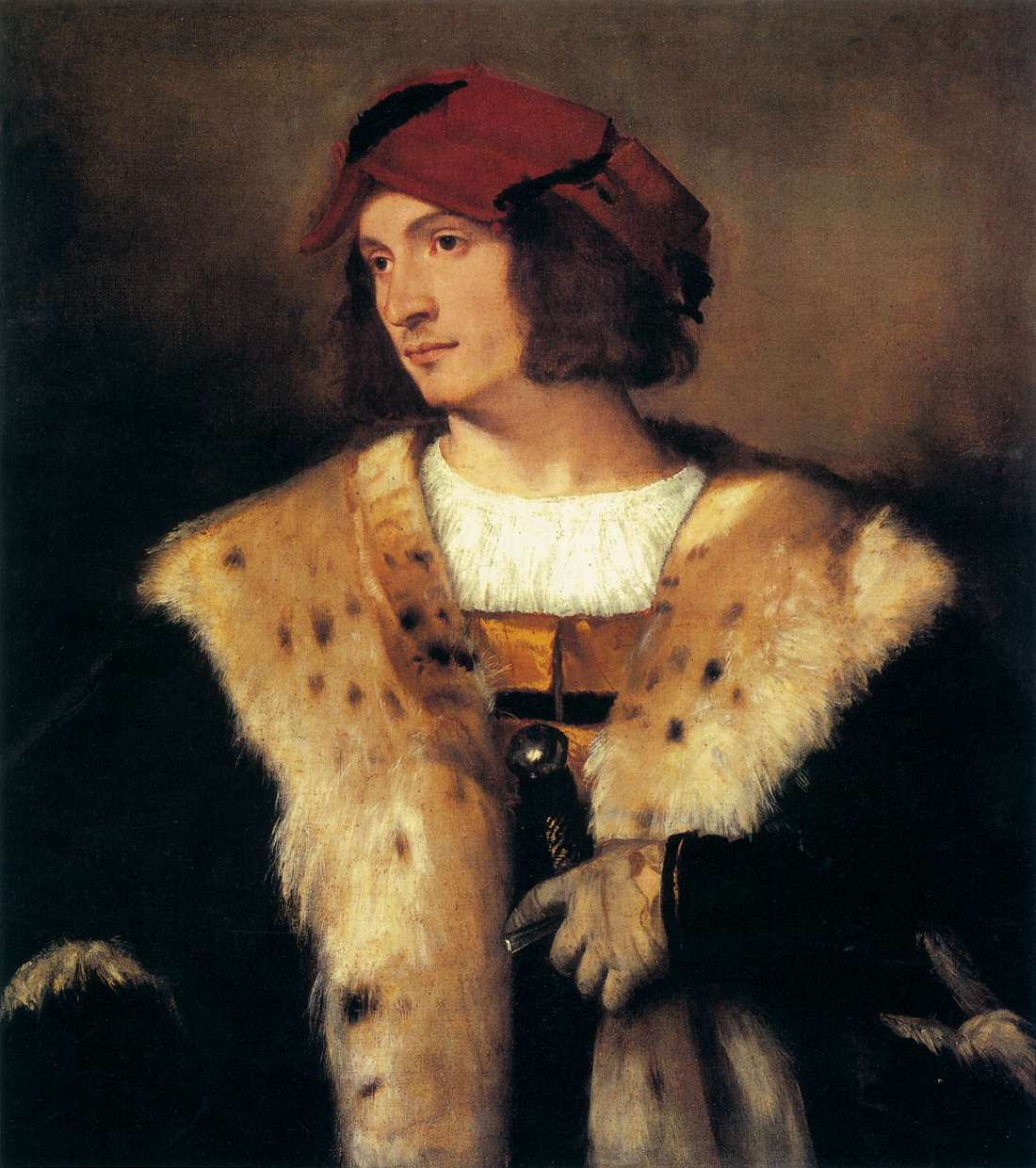
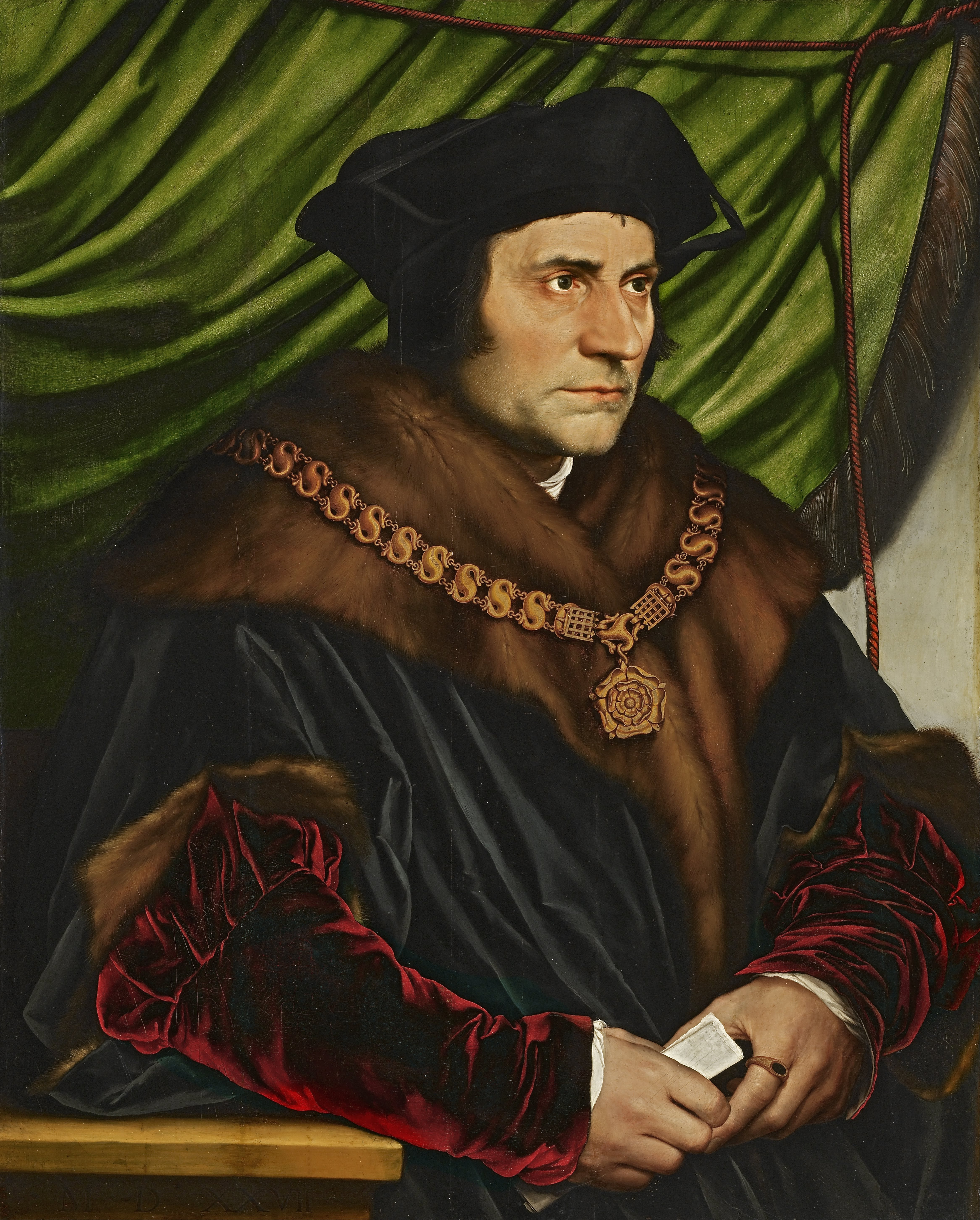
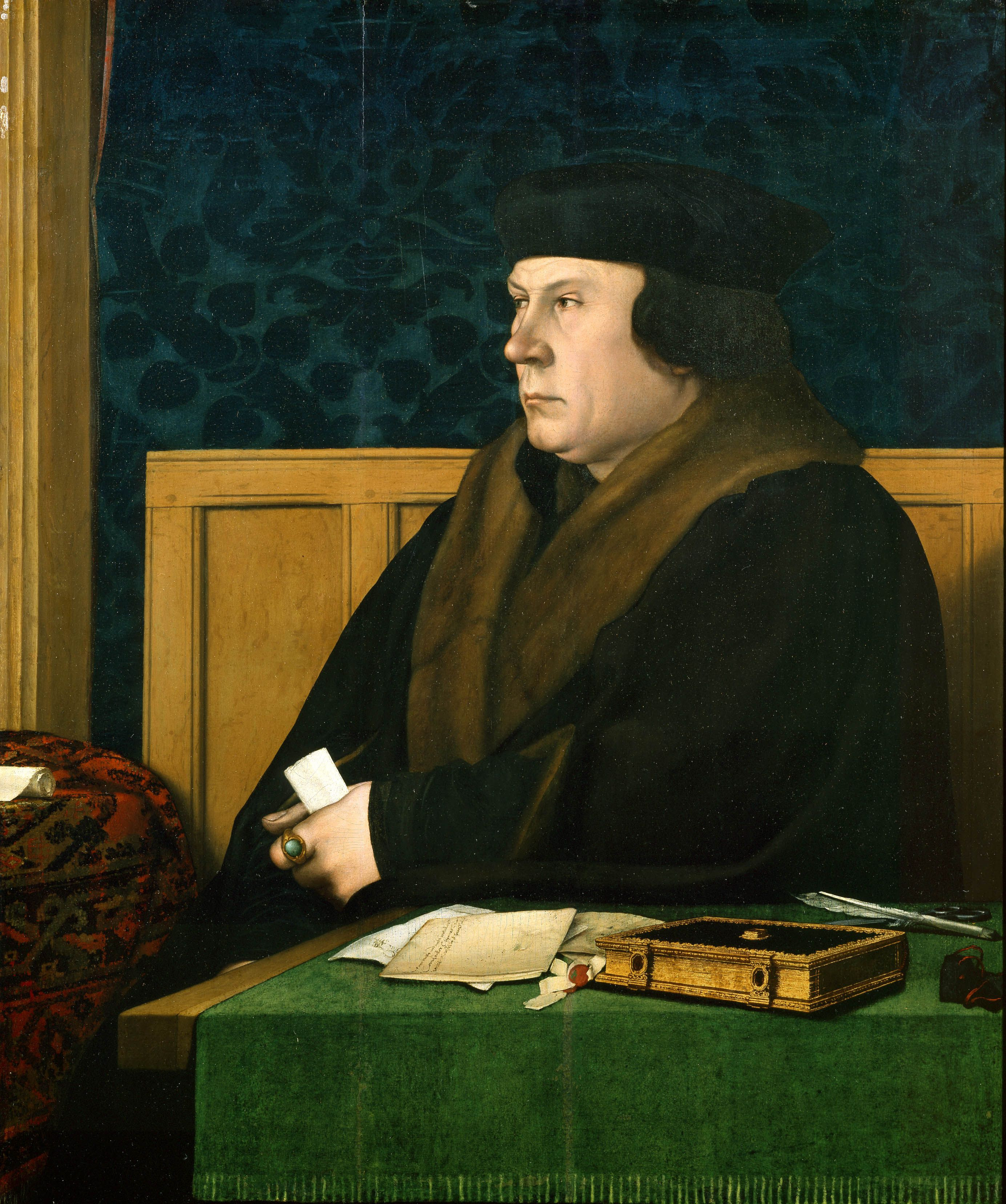
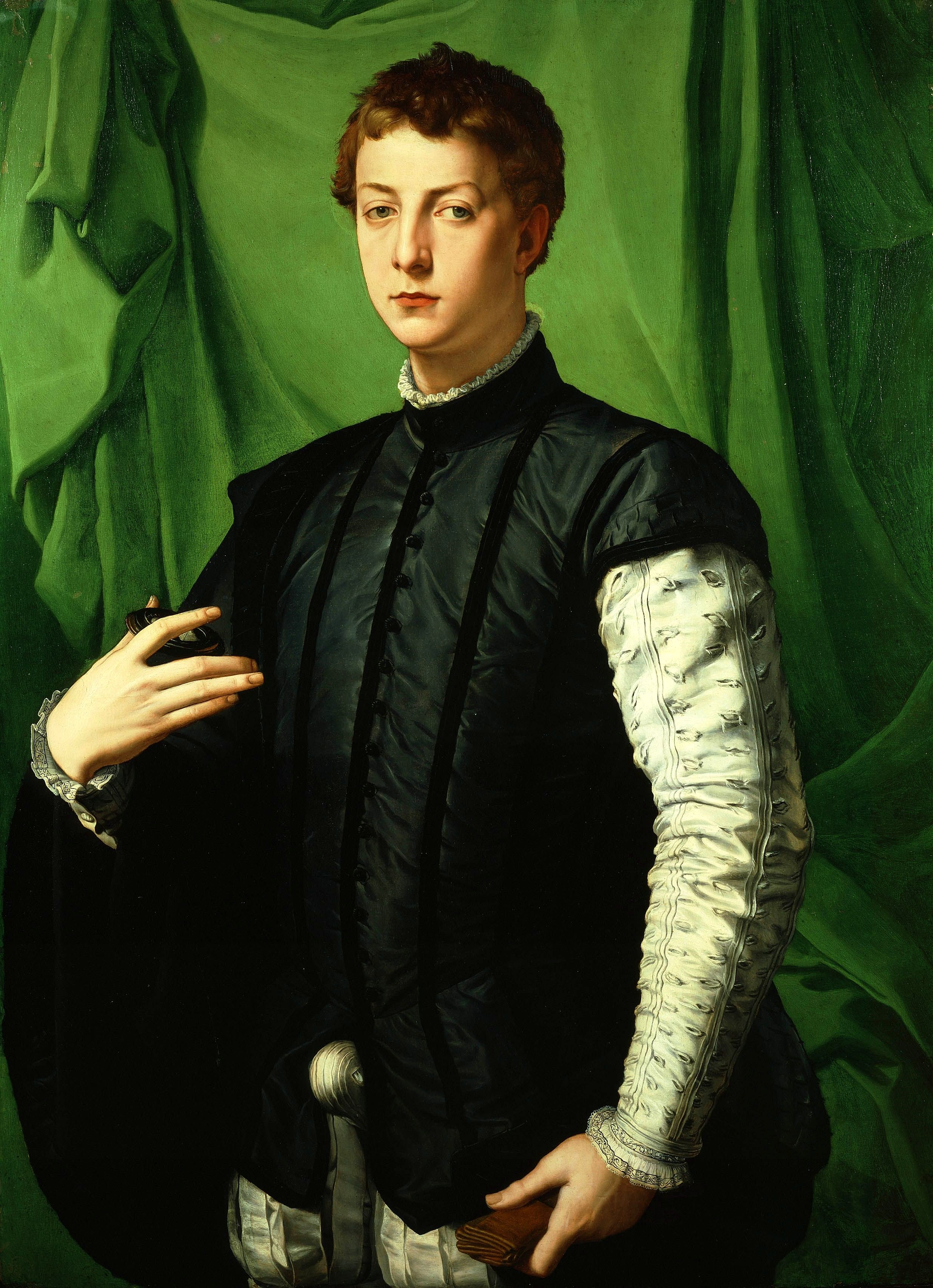
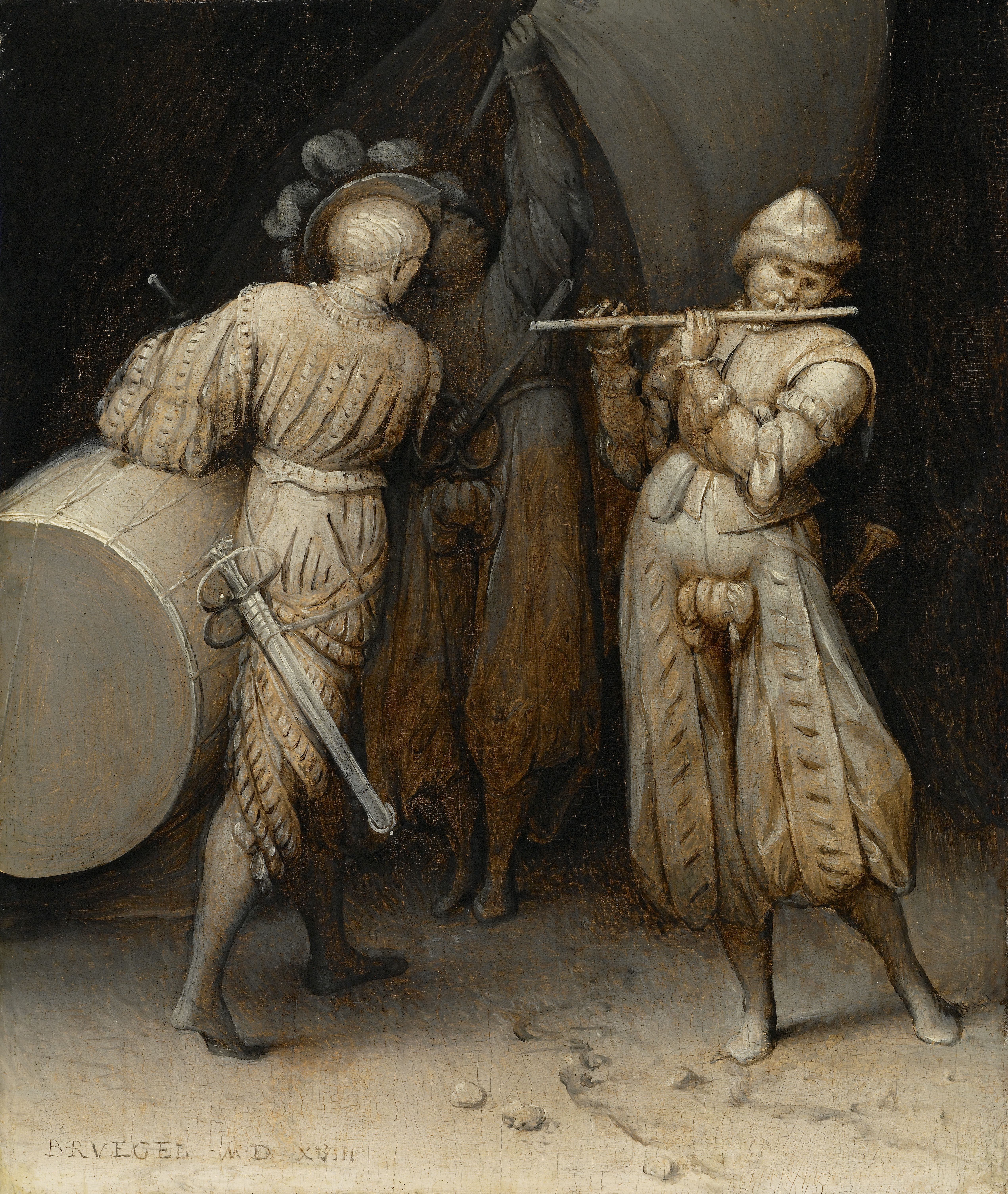
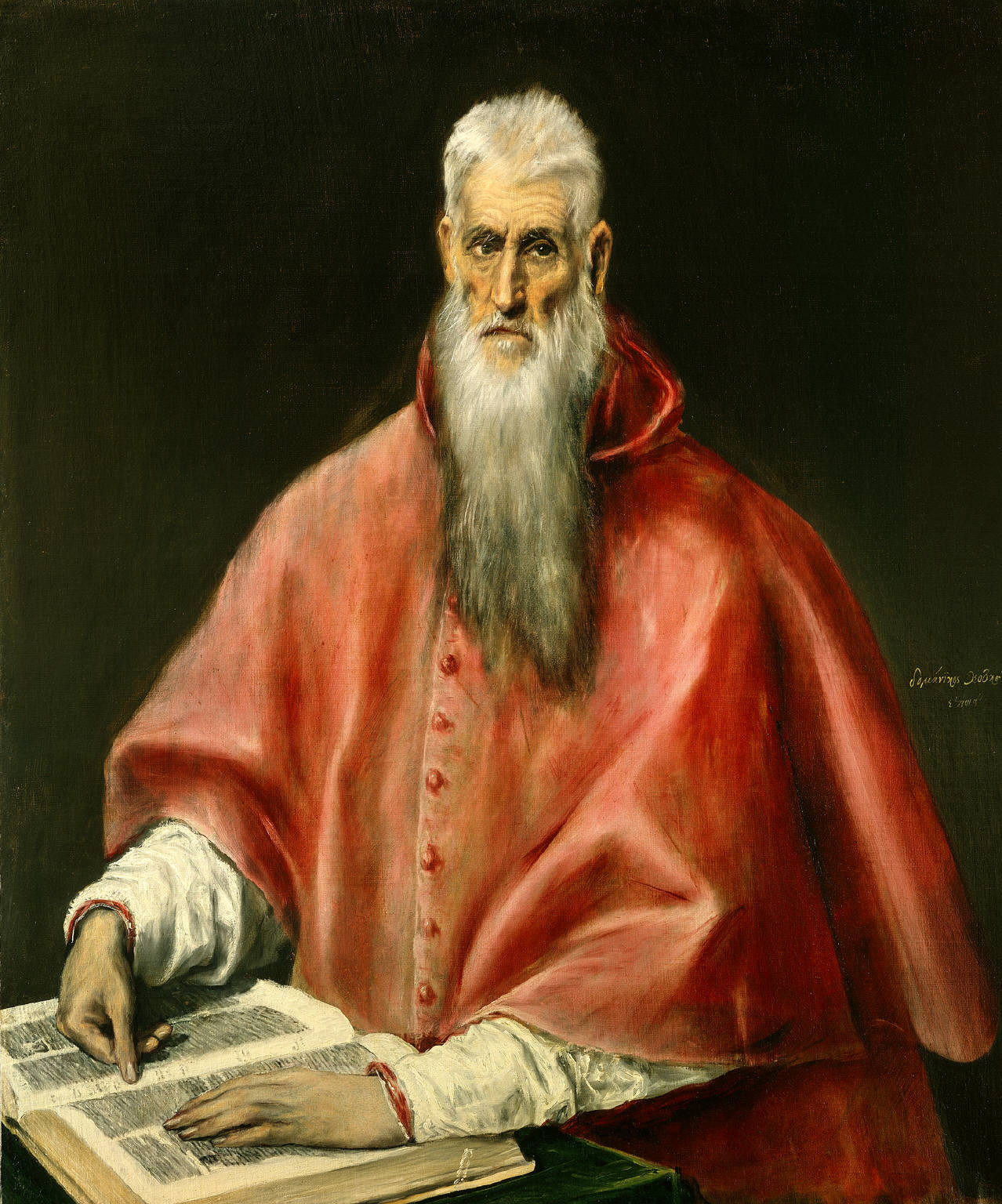
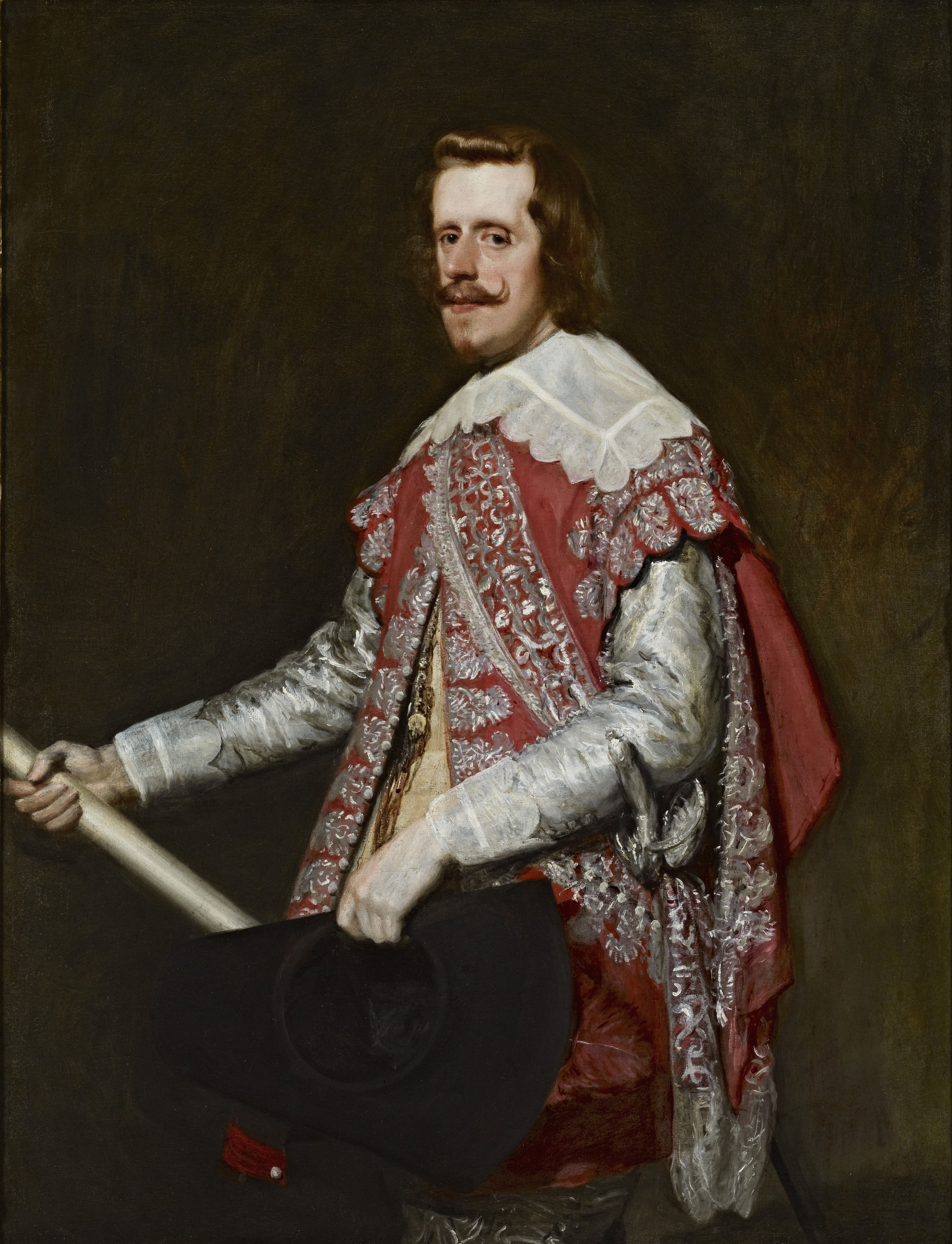
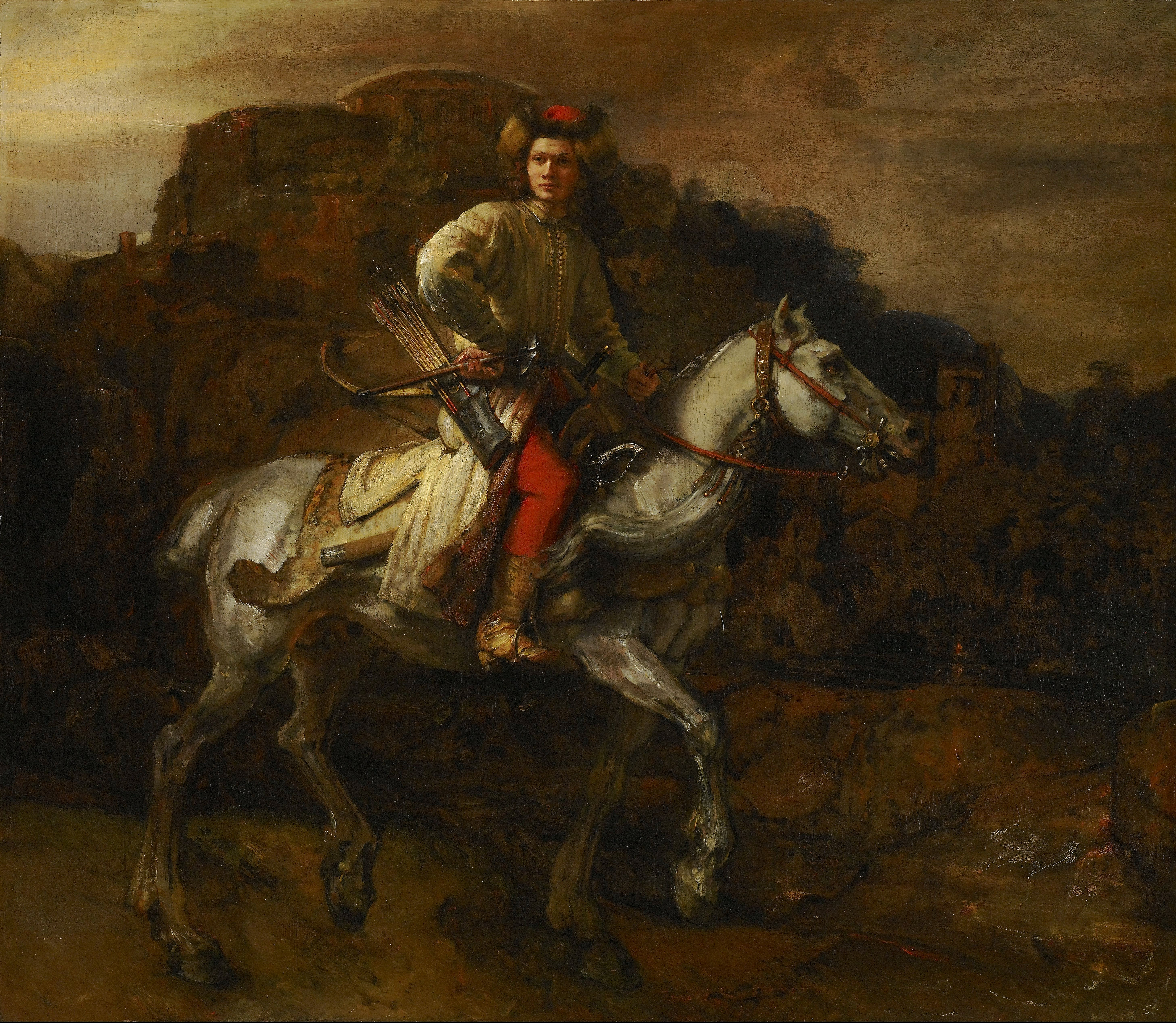
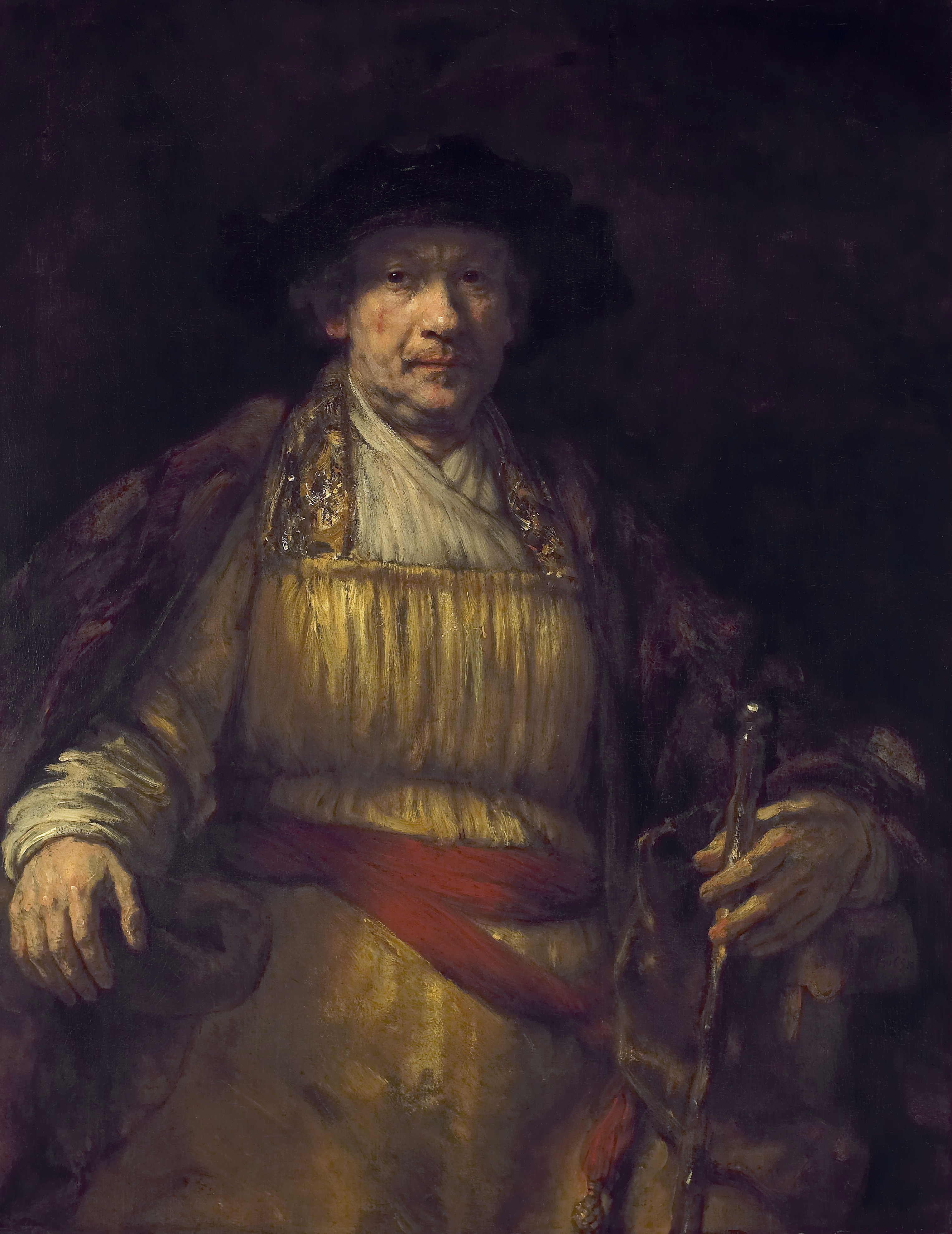
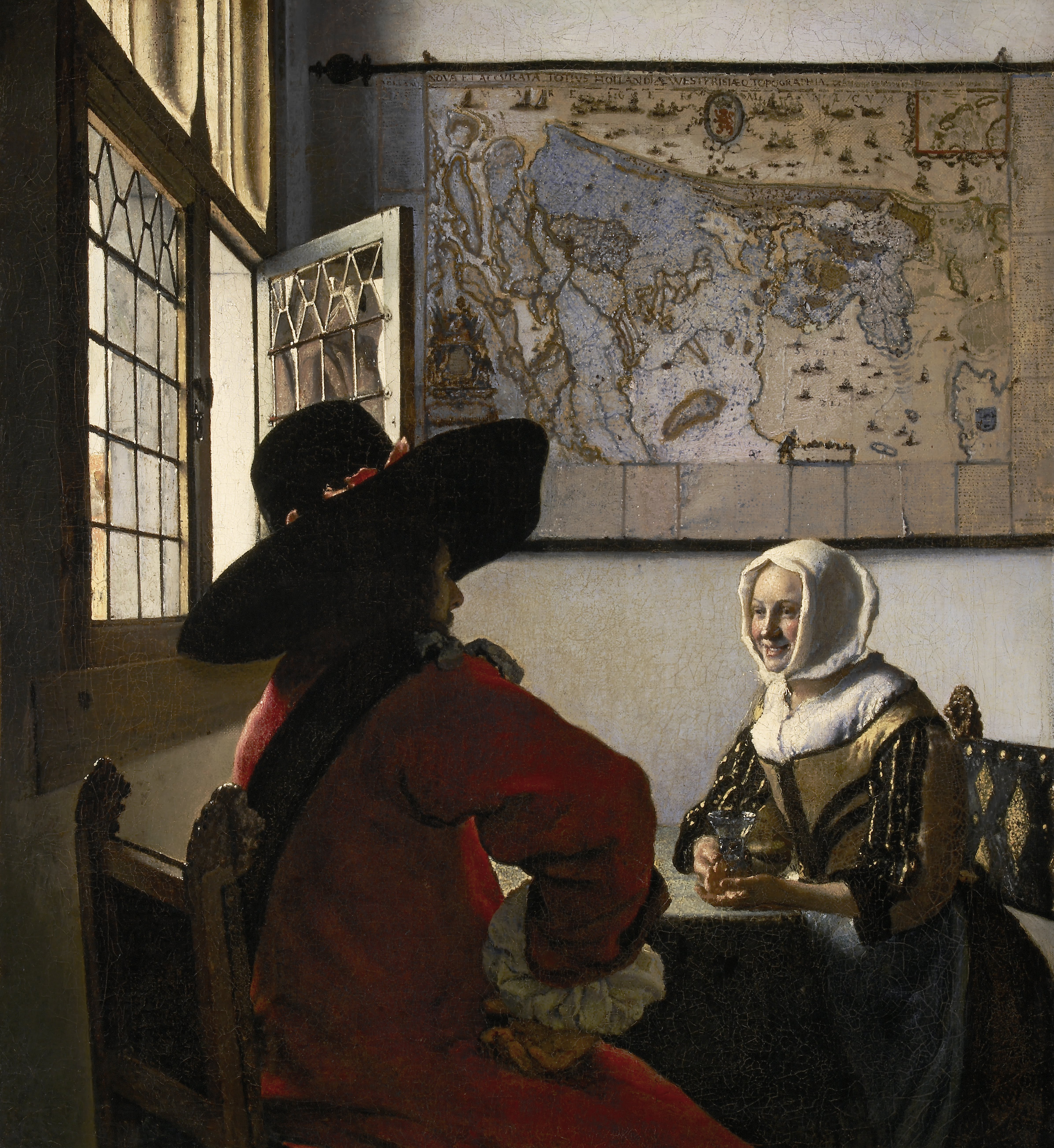
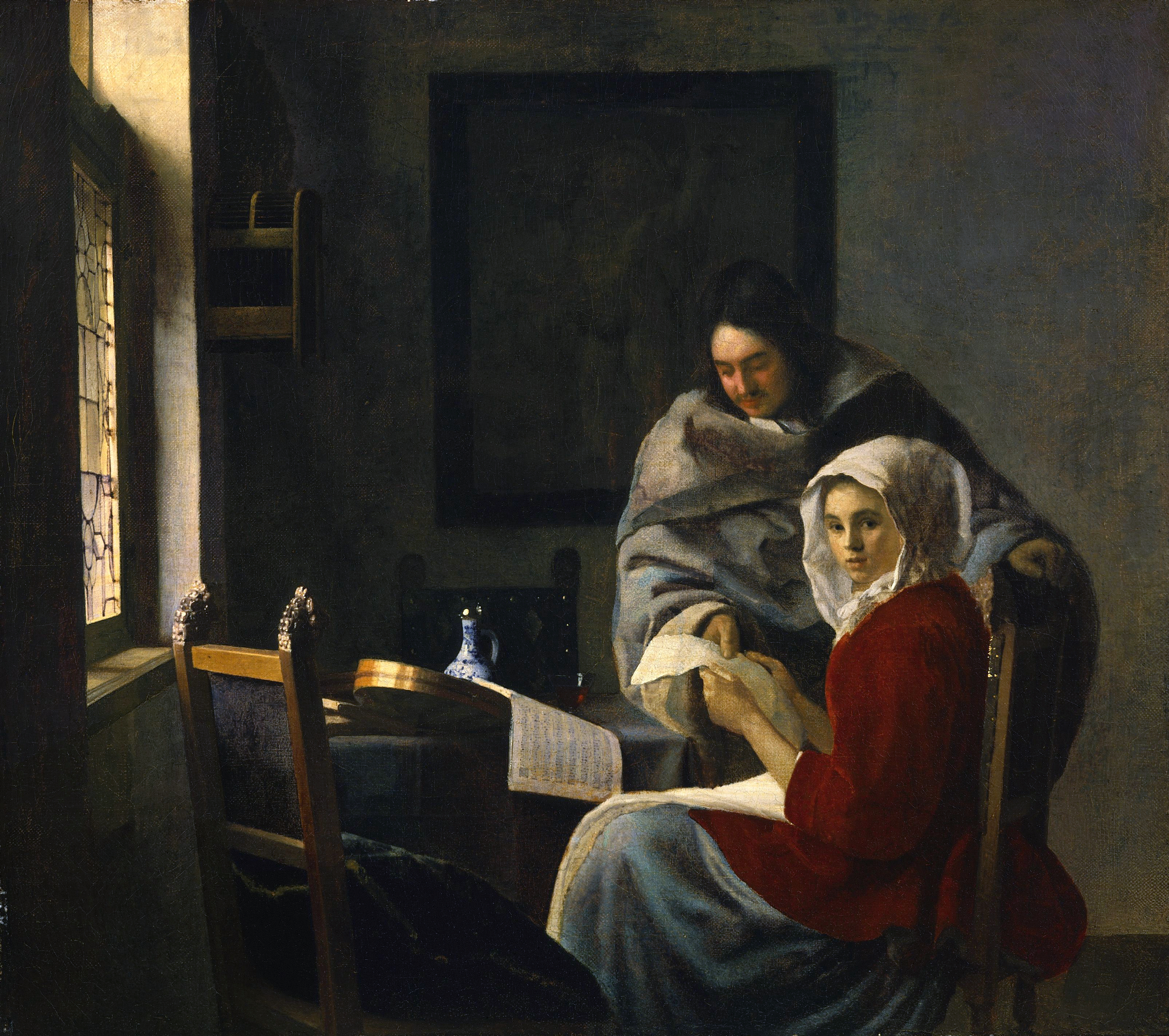
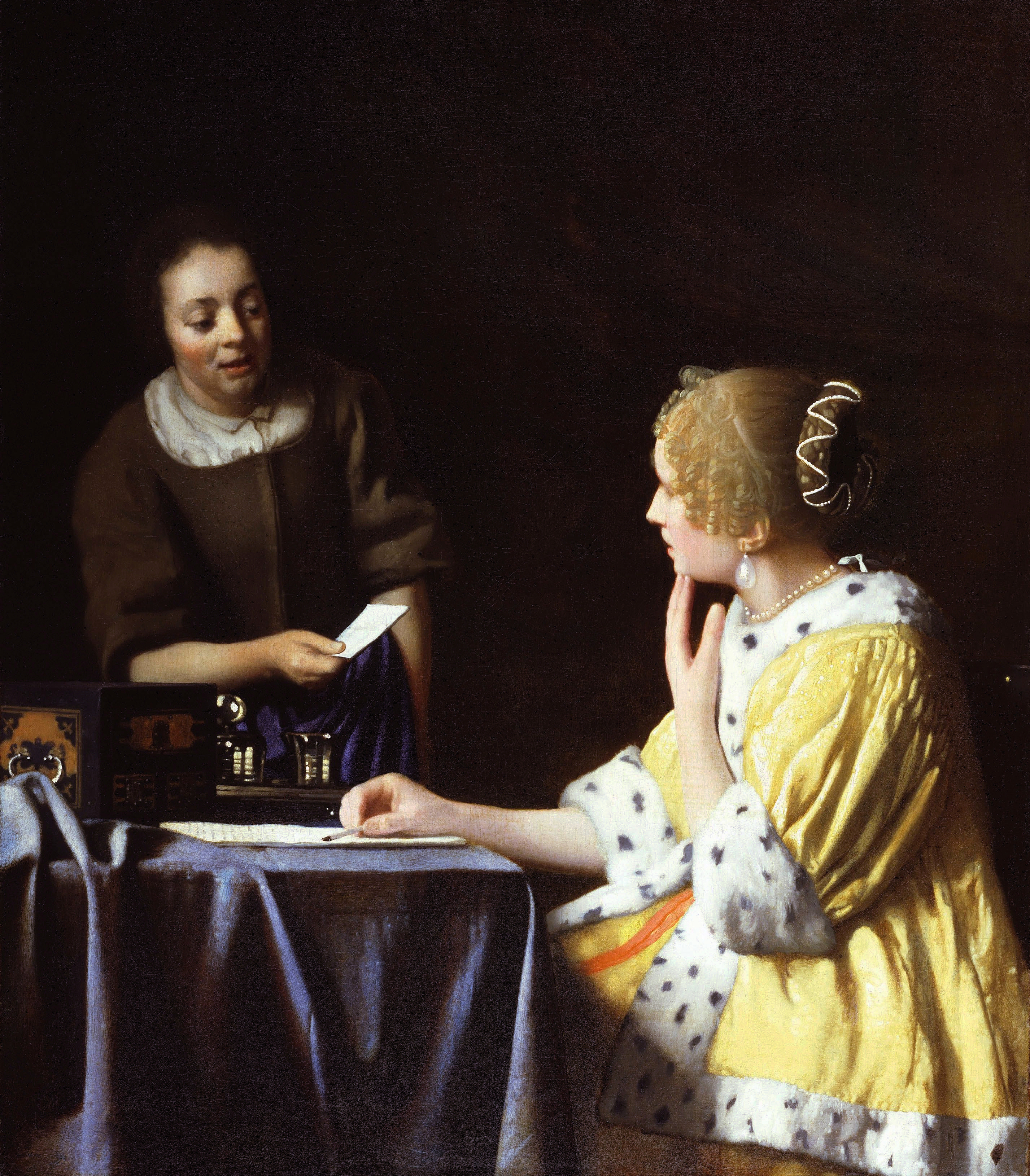
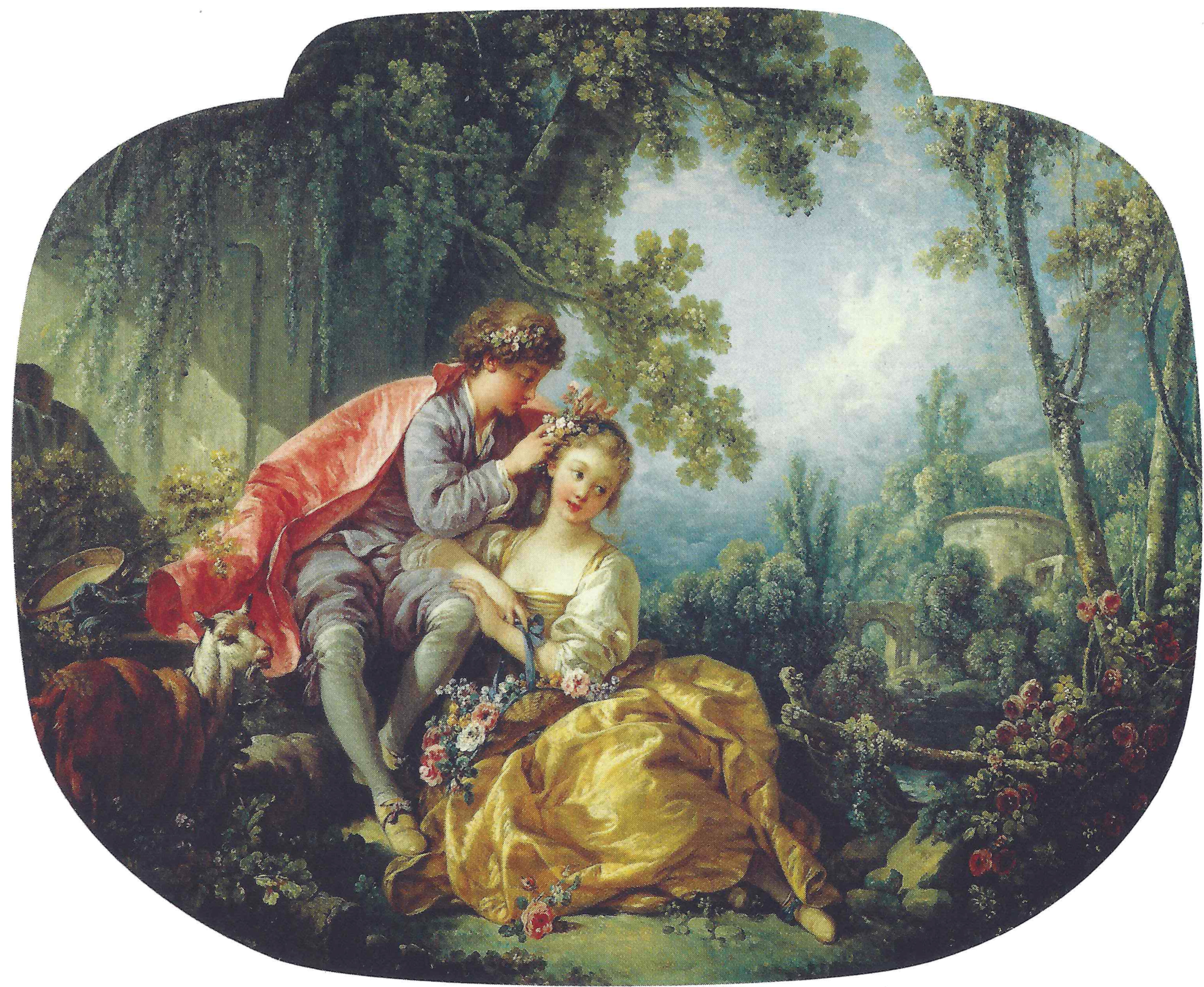
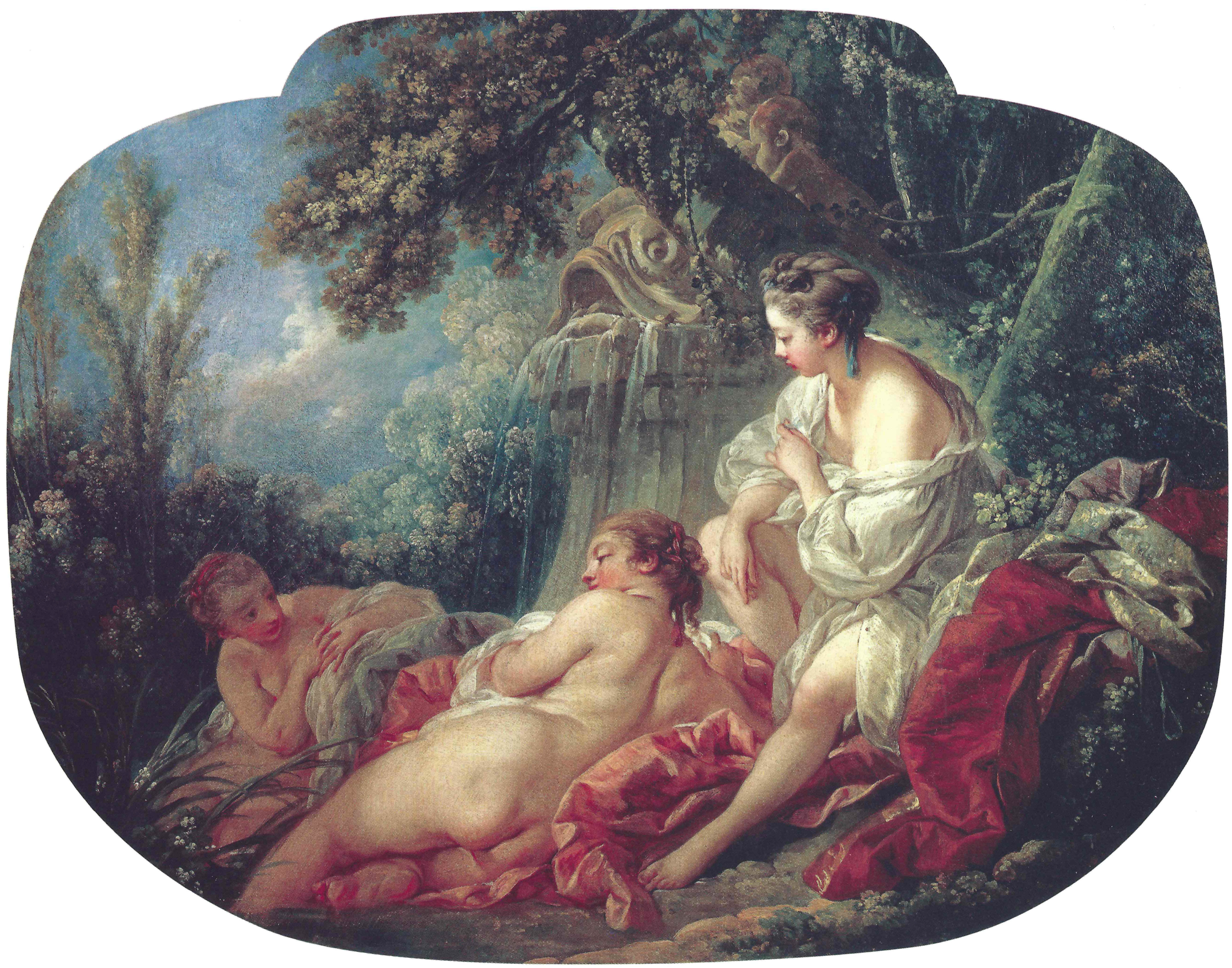
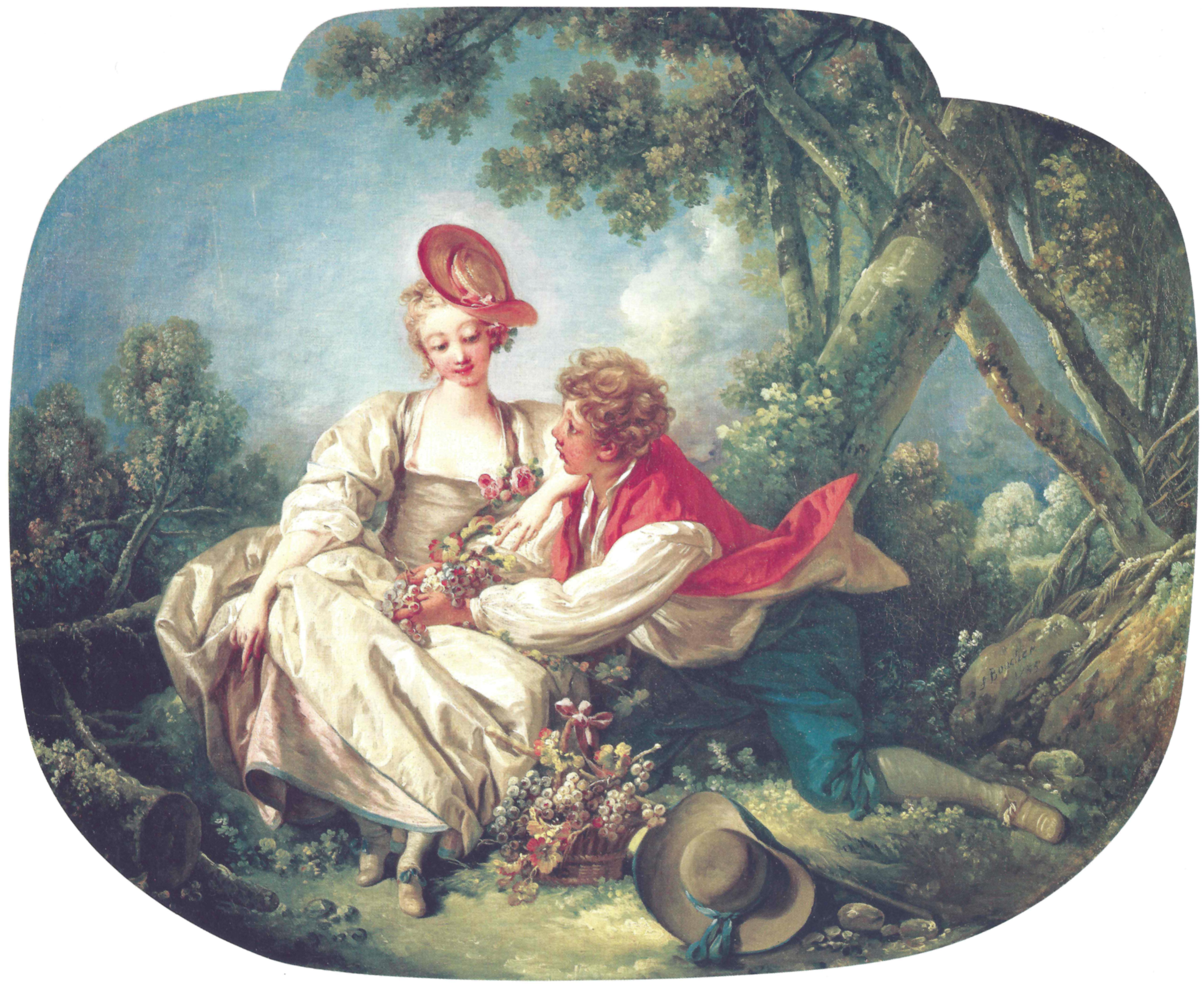
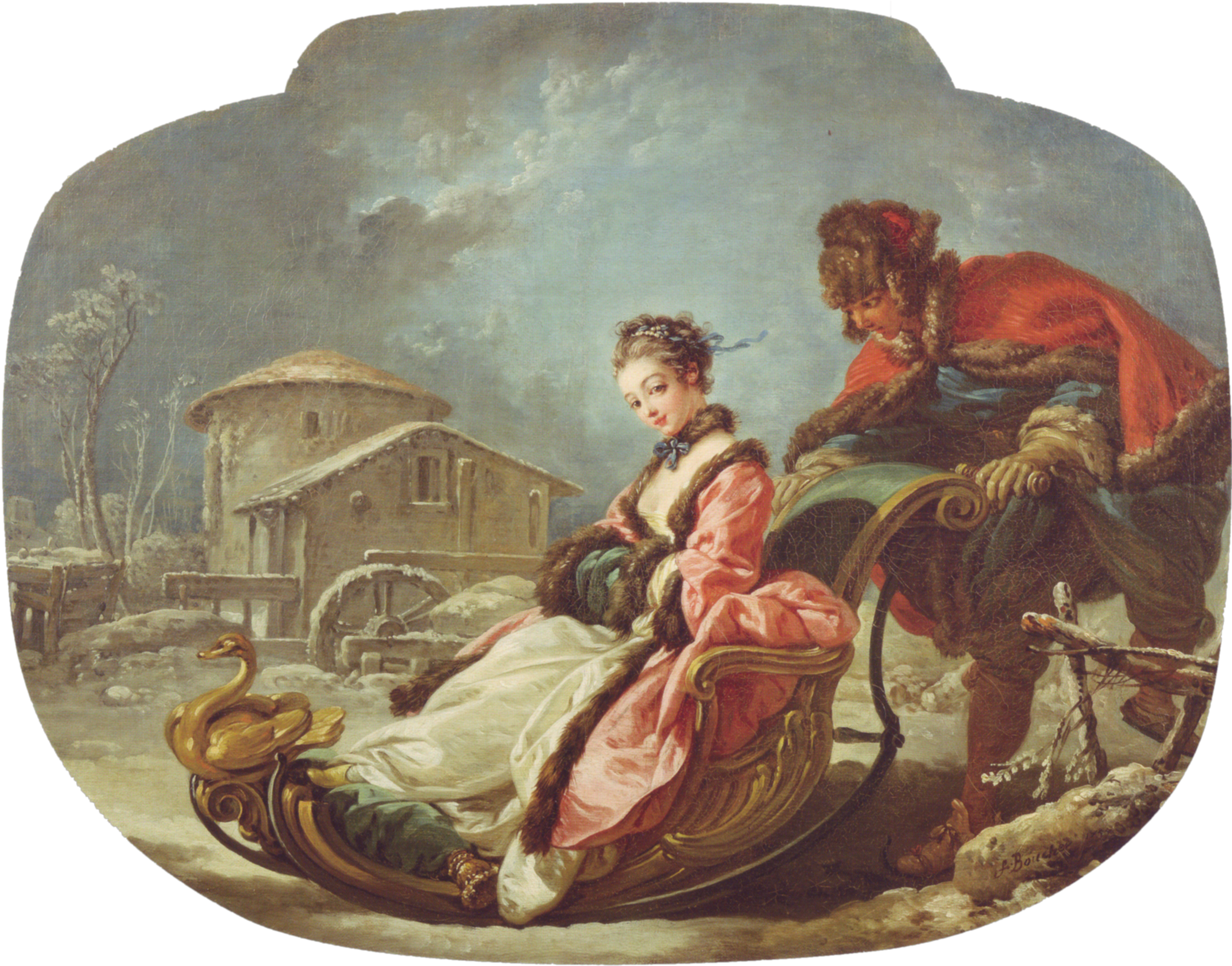
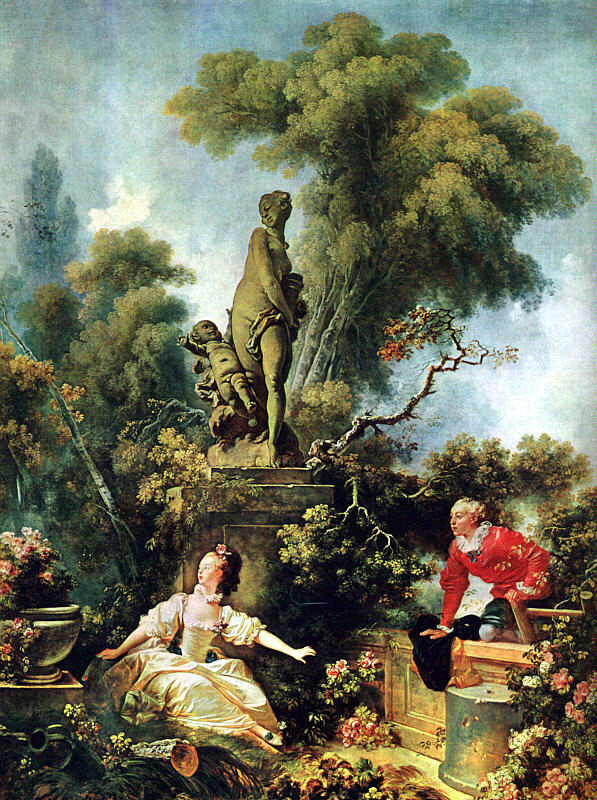
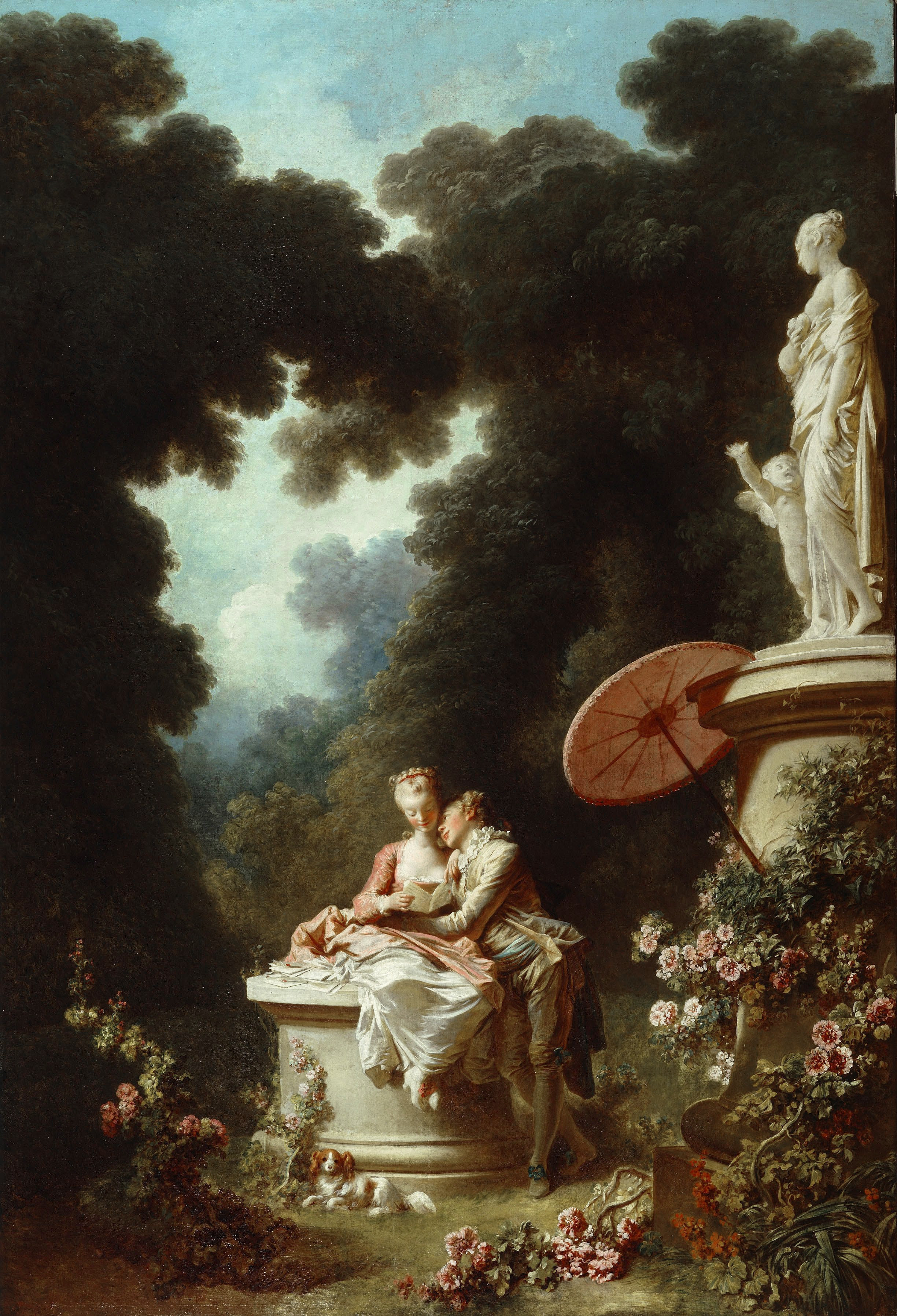
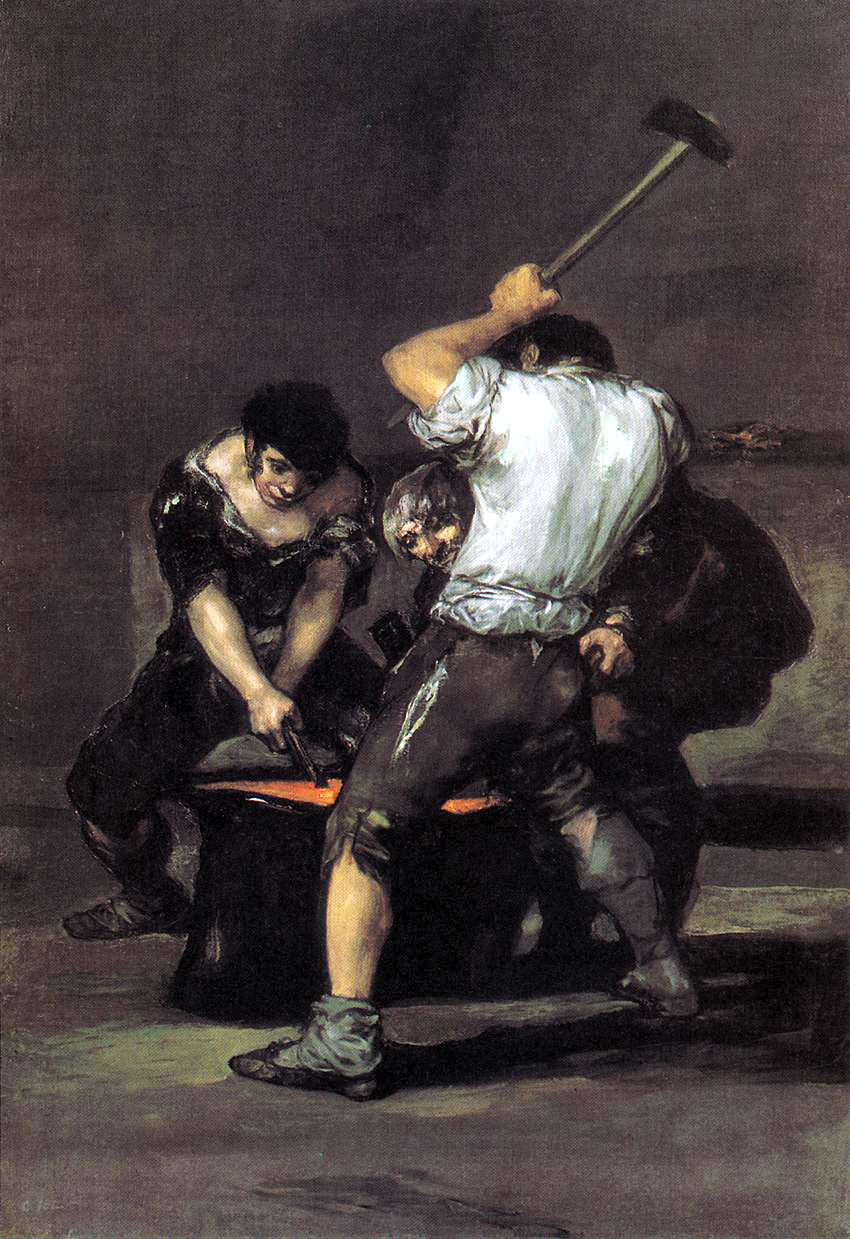
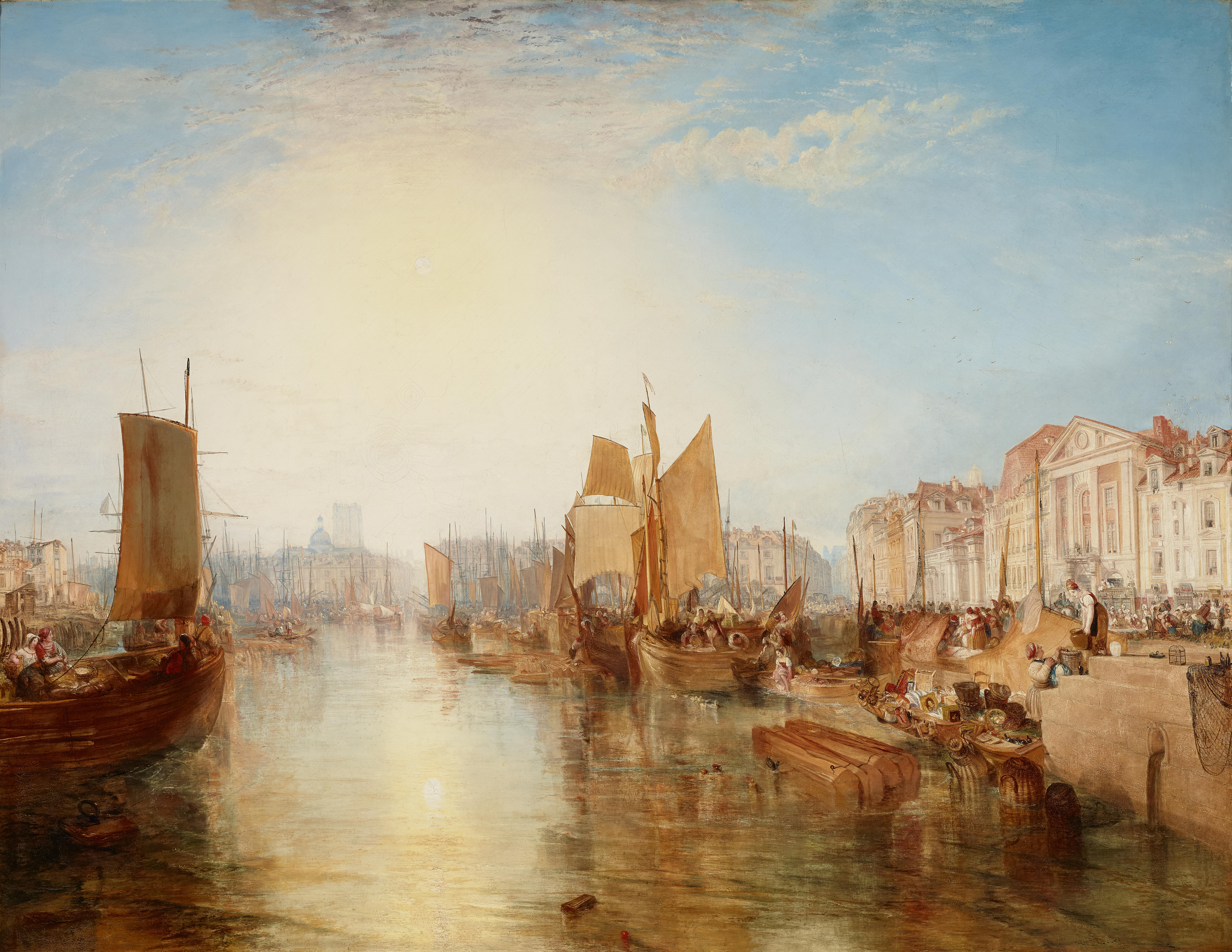
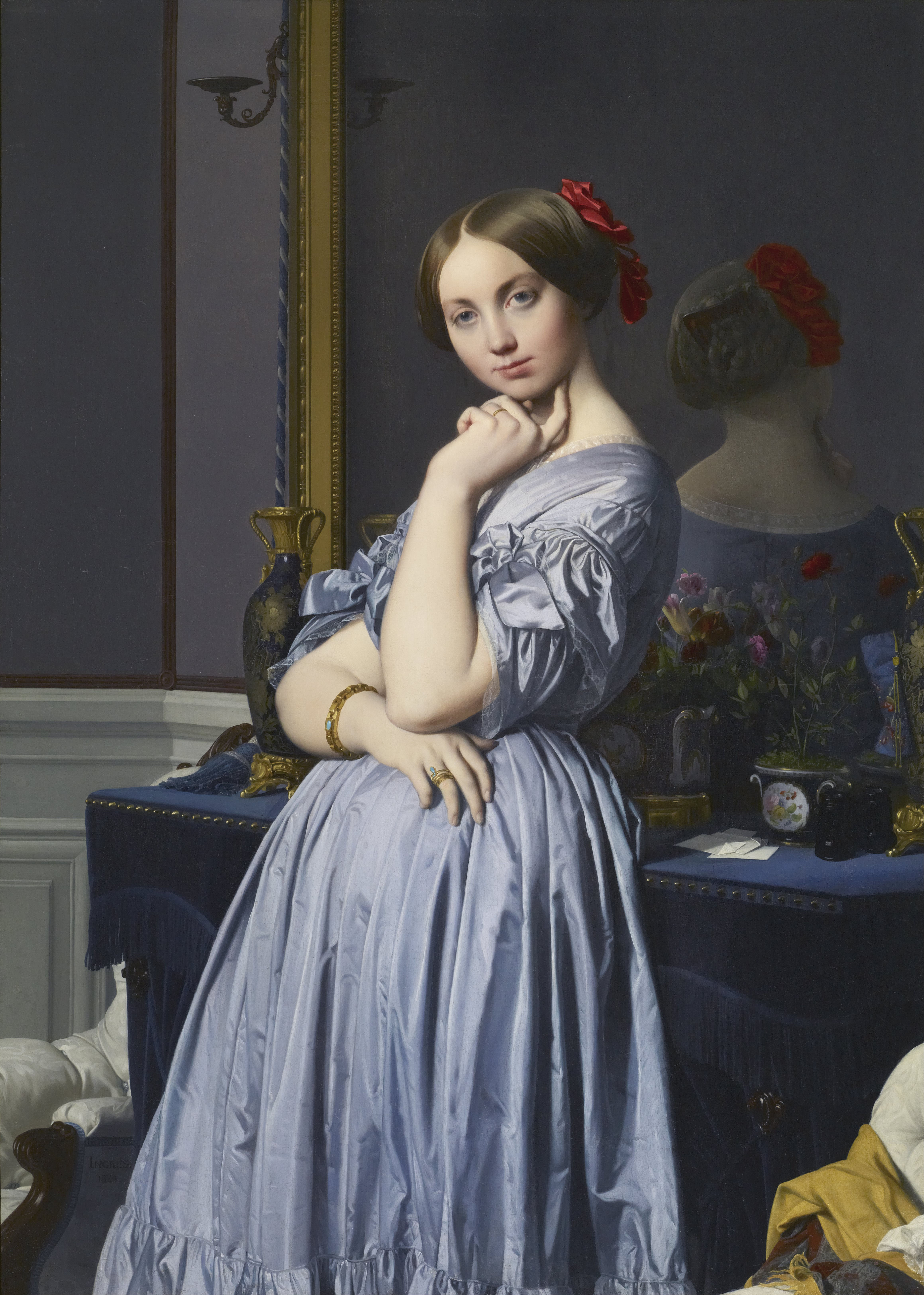
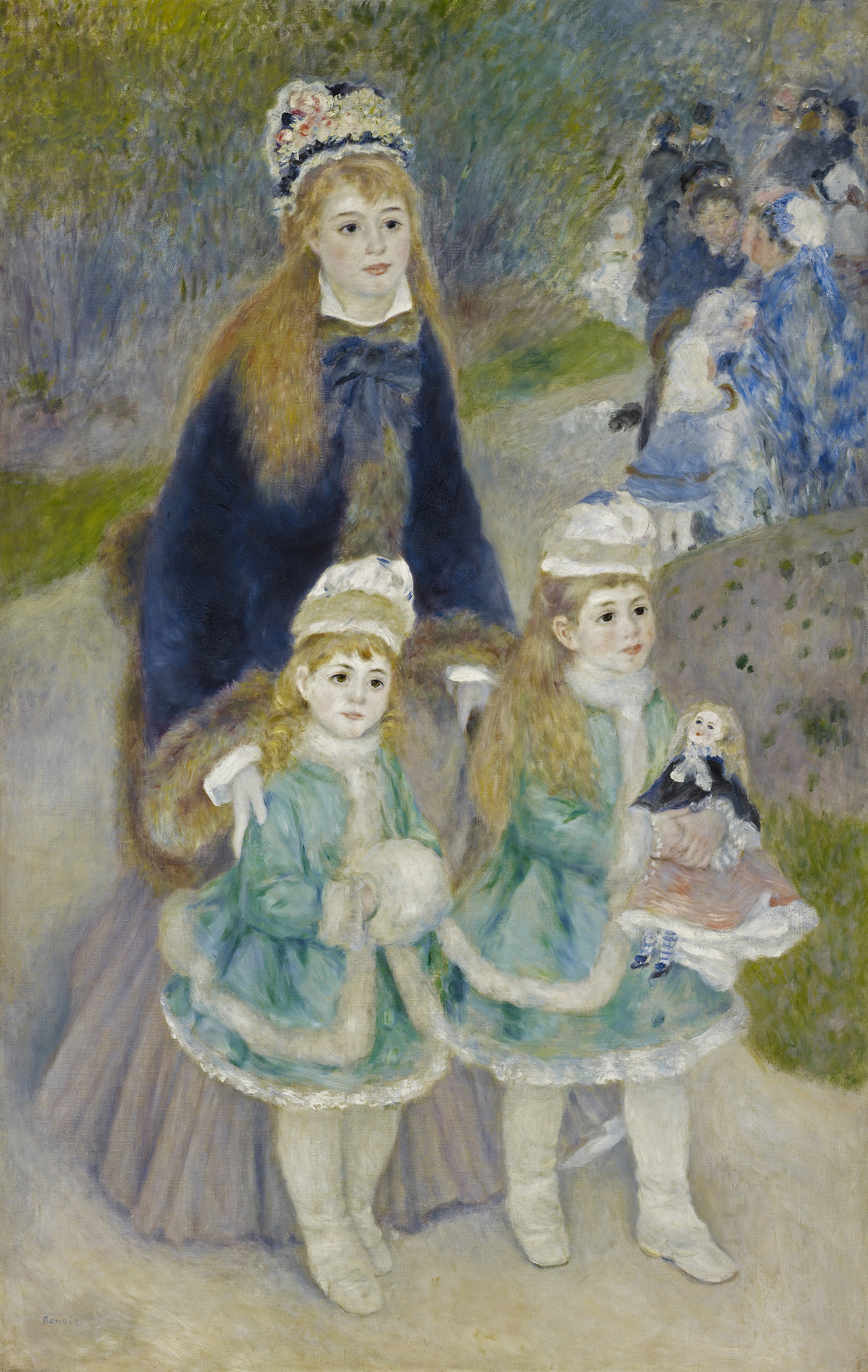
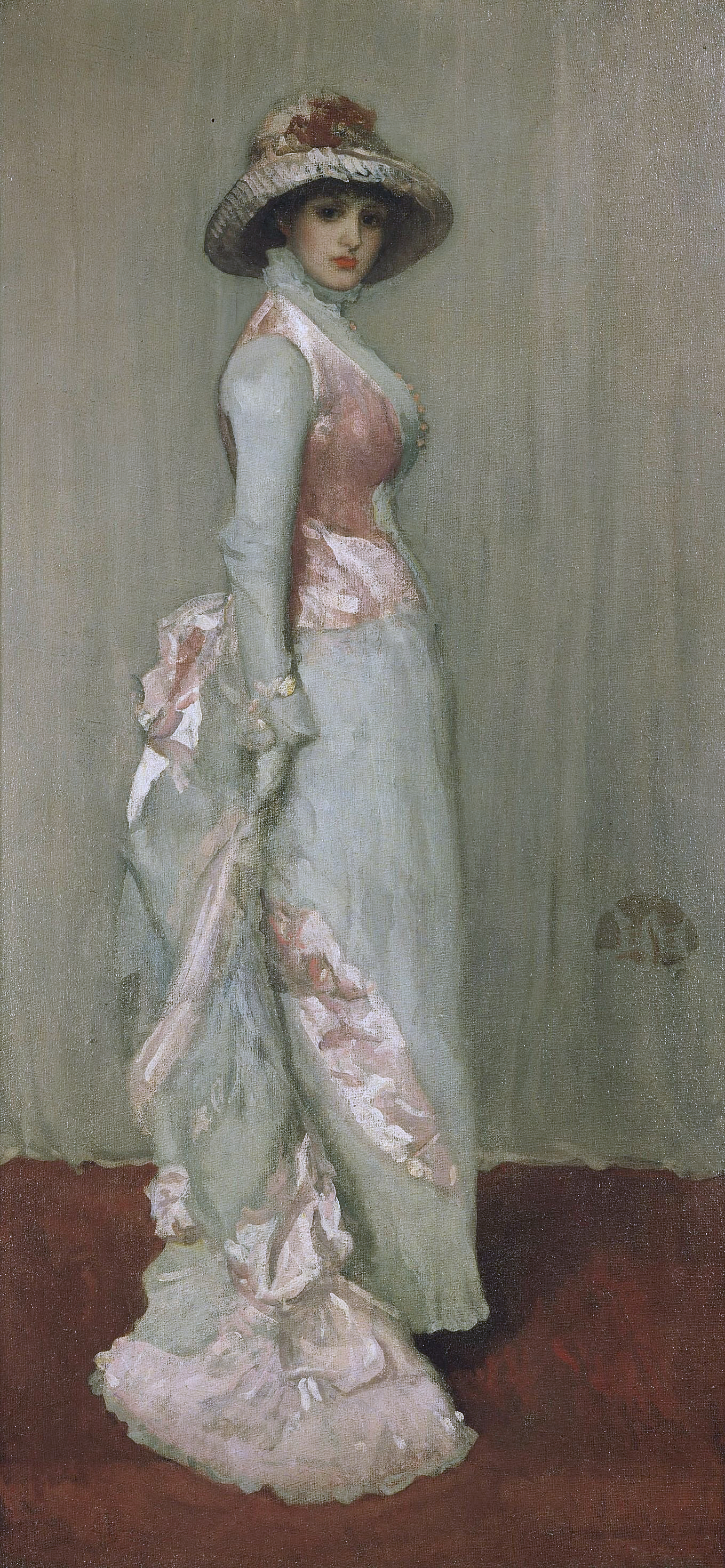